# Brodhausen (Overath)

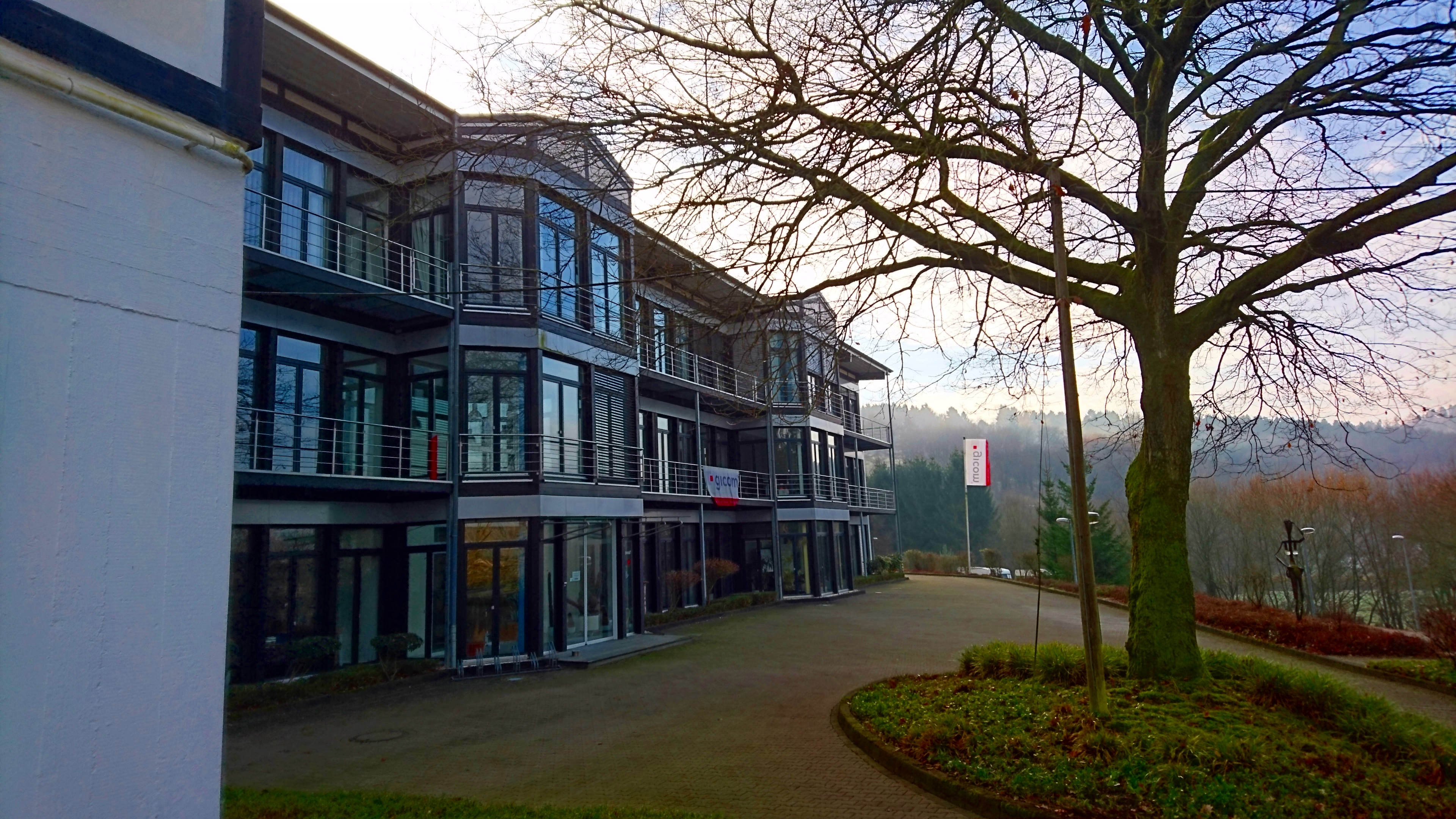
RLE International

Brodhausen ist ein Ortsteil von Immekeppel in der Stadt Overath im Rheinisch-Bergischen Kreis in Nordrhein-Westfalen, Deutschland.

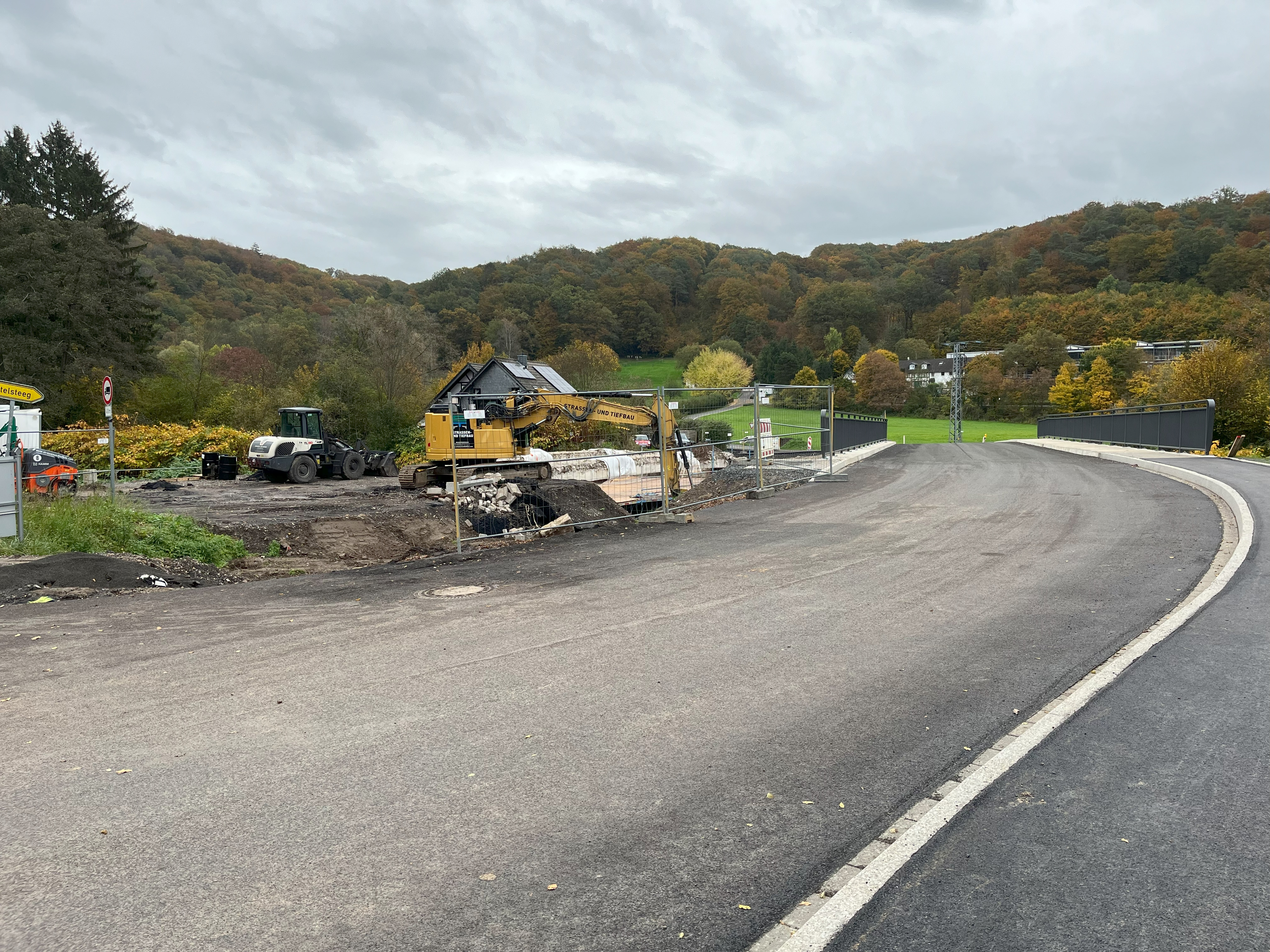
Neubau der Sülzbrücke im Jahr 2023 (Blickrichtung Brodhausen)

## Lage und Beschreibung
Der kleine Ortsteil Brodhausen liegt an der Sülz und besteht im Wesentlichen aus einem großzügigen alten Gutshaus in bergischem Fachwerk, einem anschließenden modernen Bürokomplex, einem weitläufigen Parkplatz und einer Bushaltestelle inmitten von Wald und Feldern. Der Bürokomplex beherbergt die Zentrale der Produktentwicklungsgesellschaft RLE International. Brodhausen ist über die Landesstraße 284 (hier Lindlarer Straße genannt) und über die sogenannte "Schwarze Brücke", welche über den Fluss Sülz führt, am besten zu erreichen. Im Jahr 2022 wurde die alte Brücke abgebrochen und durch eine neue Brücke, die denselben Namen erhielt, wenige Meter südlich im Sommer 2023 neu errichtet. Die alte Brücke, welche seit 2016 sanierungsbedingt teilweise gesperrt war und durch das Hochwasser 2021 zusätzlich belastet wurde, musste nach 62 Jahren ersetzt werden. Der Ortsteil Brodhausen wird seit dem Fahrplanwechsel im Dezember 2024 wieder durch die RVK-Linie 422 angefahren. Nächste Ortschaften sind Leffelsend, Mittelsteeg, Haus Thal und Hasenbüchel.

## Geschichte

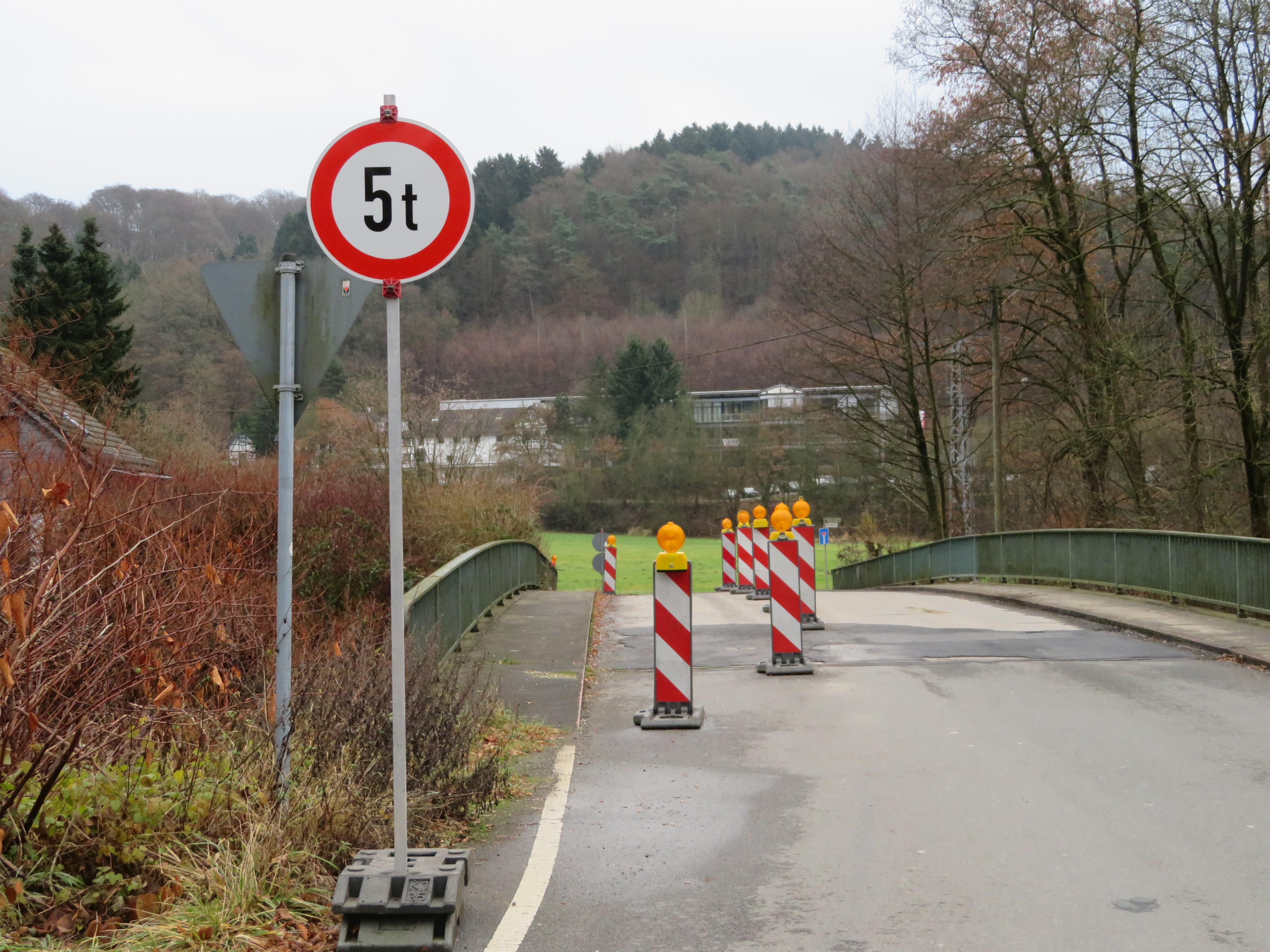
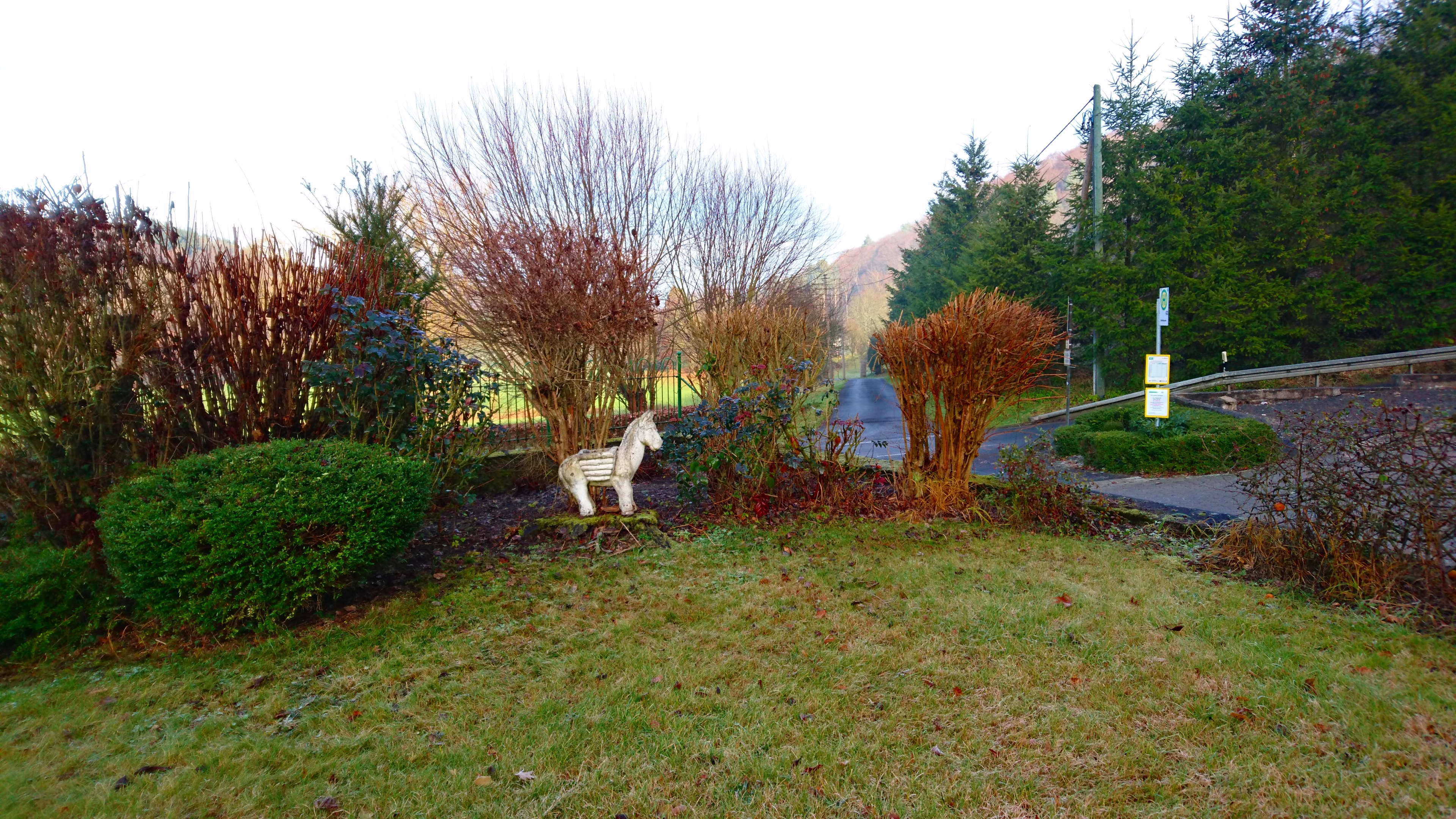
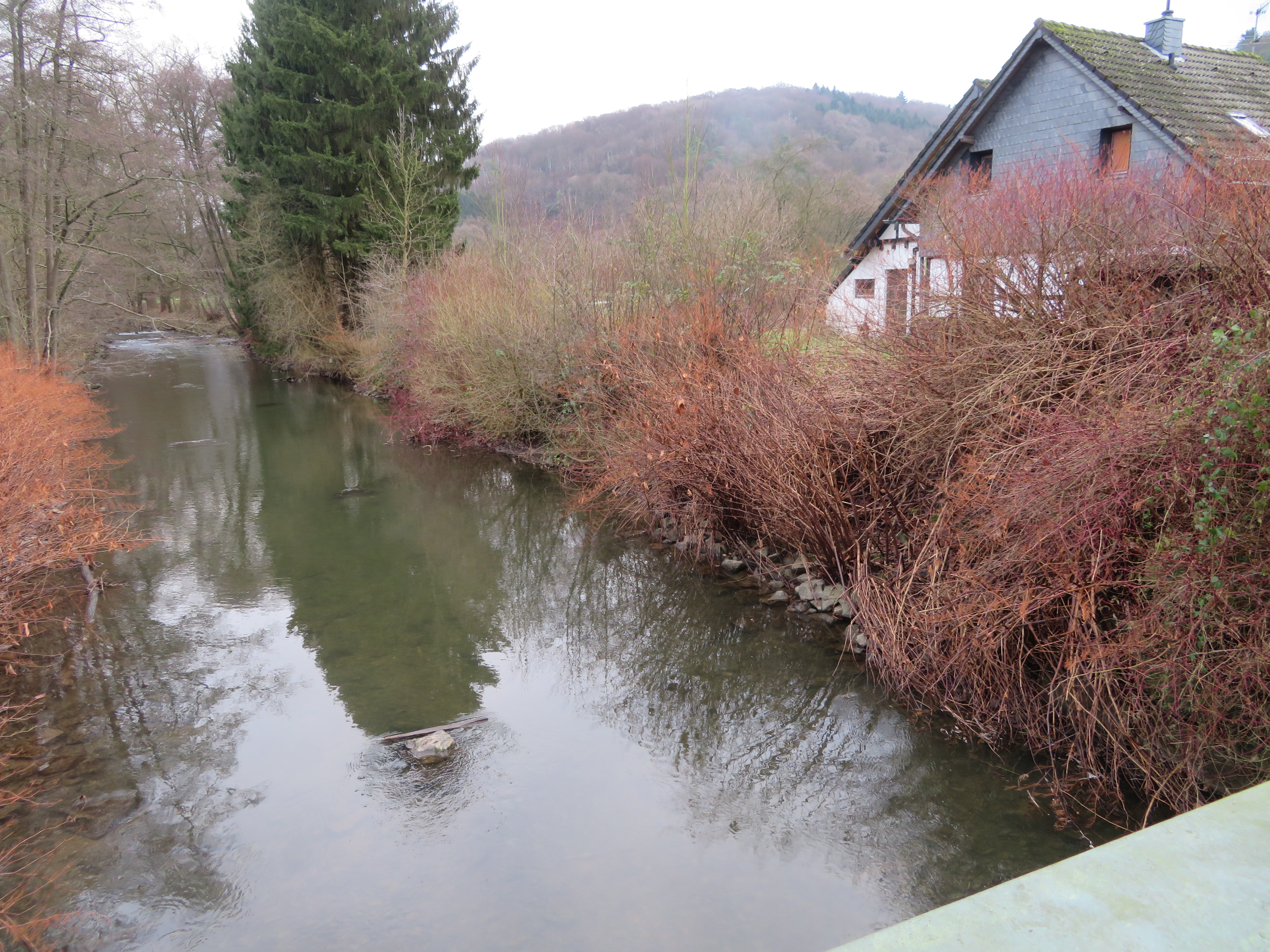

Der Ortsname ist ein -hausen Name mit dem Personennamen Brod (möglicherweise ein Sippen- oder Stammesname) als Bestimmungswort.
Die Topographia Ducatus Montani des Erich Philipp Ploennies, Blatt Amt Portz, belegt, dass der Wohnplatz bereits 1715 zwei Hofstellen besaß, die als Brofhusen beschriftet sind. Carl Friedrich von Wiebeking benennt die Hofschaft auf seiner Charte des Herzogthums Berg 1789 als Brodhagen. Aus ihr geht hervor, dass der Ort zu dieser Zeit Teil der Honschaft Vellingen im Kirchspiel Hohkeppel war.
Der Ort ist auf der Topographischen Aufnahme der Rheinlande von 1817 als Broelhausen verzeichnet. Die Preußische Uraufnahme von 1845 zeigt den Wohnplatz nicht. Ab der Preußischen Neuaufnahme von 1892 ist der Ort auf Messtischblättern regelmäßig als Brodhausen verzeichnet.

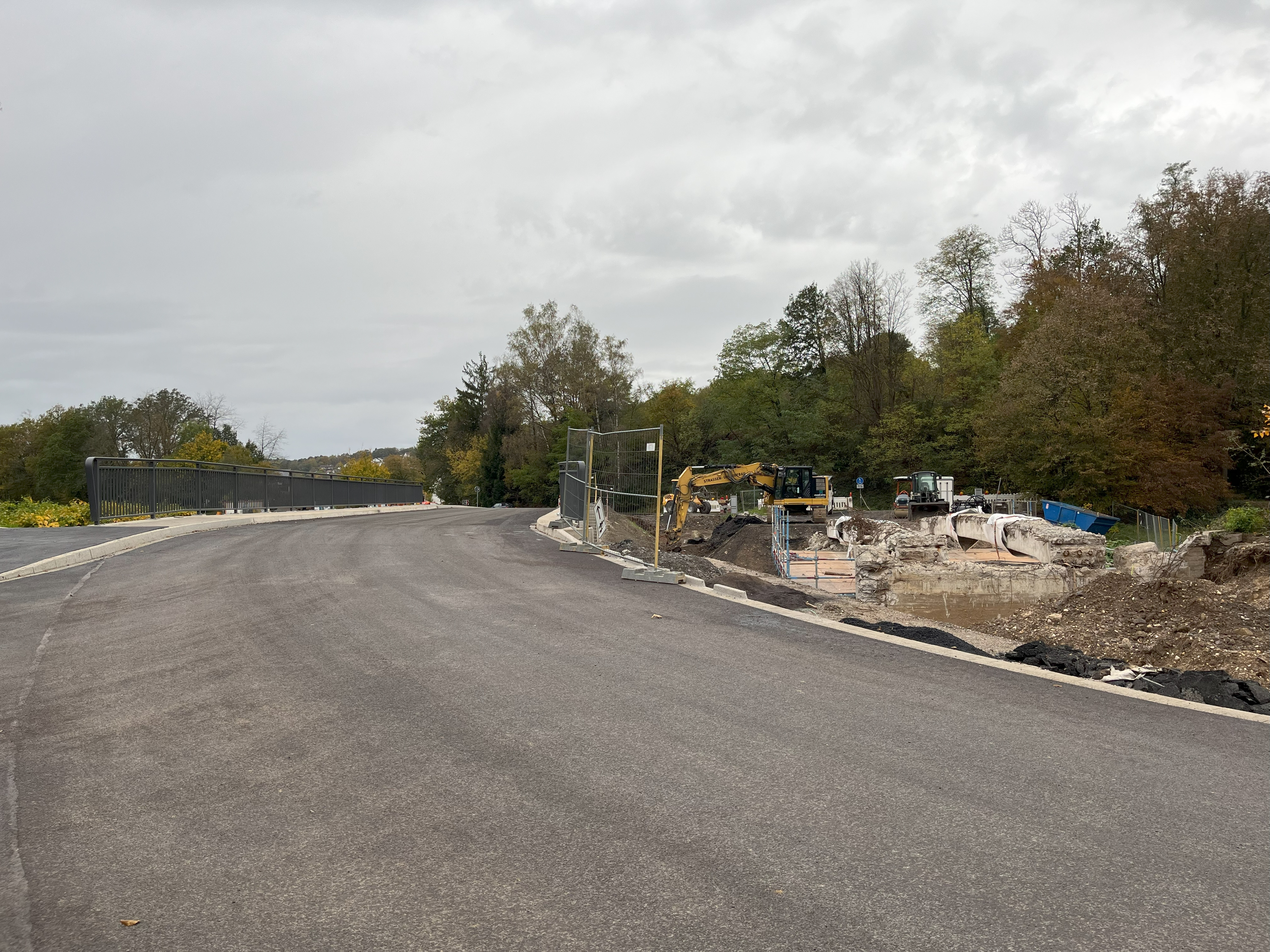
Neubau der Sülzbrücke im Jahr 2023 (Blickrichtung Haus Thal)

1822 lebten 19 Menschen im als Bauergut kategorisierten Ort, der nach dem Zusammenbruch der napoleonischen Administration und deren Ablösung zur Pfarrgemeinde Immekeppel in der Bürgermeisterei Bensberg im Kreis Mülheim am Rhein gehörte. Für das Jahr 1830 werden für den als Brodhausen bezeichneten Ort 24 Einwohner angegeben. Der 1845 laut der Uebersicht des Regierungs-Bezirks Cöln als Bauerngüter kategorisierte Ort besaß zu dieser Zeit zwei Wohngebäude mit 20 Einwohnern, alle katholischen Bekenntnisses. Die Gemeinde- und Gutbezirksstatistik der Rheinprovinz führt Brodhausen 1871 mit drei Wohnhäusern und 25 Einwohnern auf. Im Gemeindelexikon für die Provinz Rheinland von 1888 werden für Brodhausen zwei Wohnhäuser mit 26 Einwohnern angegeben. 1895 besitzt der Ort zwei Wohnhäuser mit 19 Einwohnern und gehörte konfessionell zum katholischen Kirchspiel Immekeppel, 1905 werden zwei Wohnhäuser und 15 Einwohner angegeben.
Im Zuge der kommunalen Neugliederung wurde der Ort gemäß § 10 Köln-Gesetz zum 1. Januar 1975 Teil der Stadt (damals Gemeinde) Overath.